# Sainte-Barbe-sur-Gaillon
Sainte-Barbe-sur-Gaillon is een plaats en voormalige gemeente in het Franse departement Eure in de regio Normandië en telt 254 inwoners (2013). De plaats maakt deel uit van het arrondissement Les Andelys.

## Geschiedenis
De gemeente fuseerde op 1 januari 2016 met Aubevoye en Vieux-Villez tot de commune nouvelle Le Val d'Hazey.

## Geografie
De oppervlakte van Sainte-Barbe-sur-Gaillon bedraagt 4,2 km², de bevolkingsdichtheid is 60,5 inwoners per km².
De onderstaande kaart toont de ligging van Sainte-Barbe-sur-Gaillon met de belangrijkste infrastructuur en aangrenzende gemeenten.

## Demografie
Onderstaande figuur toont het verloop van het inwonertal (bron: INSEE-tellingen).